# 第三次メッセニア戦争
第三次メッセニア戦争（英：third Messenian War、紀元前464年-紀元前454年）はスパルタに対するヘロット（その多くはメッセニア人）、ペリオイコイによる反乱である。
紀元前464年に大地震がラコニアを襲い、スパルタは2000人以上を失い、多くの家屋が倒壊するという大きな損害を受けた。また、時を同じくしてアテナイの攻撃を受けたタソスの要請を受けてスパルタはタソスへの援軍を送ろうとしており、メッセニア人を中心としたヘロットとペリオイコイたちはこれらの出来事に乗じて支配階層であるスパルタ人に対して蜂起し、イトメ山に篭城した。包囲戦が長引き、反乱軍に手を焼いたスパルタ人は紀元前462年にアテナイに援軍を要請し、キモン率いる援軍が到着した。しかし、アテナイ軍がイトメ山を陥落させることができなかったので、スパルタ人は、トゥキュディデスによれば「アテナイ人の大胆さと革新的行動」と彼らの裏切りを恐れて、表向きはもう彼らの仕事はないと言い、同盟軍のうちで彼らだけを帰らせた。これによって親スパルタの政治家だったキモンはアテナイでの政治的信望を大いに減退させた。
ヘロドトスによれば、この戦争の間にステニュクレロスで戦いが起こった。この戦いでメッセニア軍はアリムネストス（プラタイアの戦いでマルドニオスを討ち取ったスパルタ人）を破り、彼を麾下の300人もろとも全滅させた。
包囲戦から10年目に篭城していた反乱軍はペロポネソス半島から立ち退くという条件でスパルタと講和した。この時、アテナイ人はキモンに対するスパルタによる屈辱的な仕打ちに対する面当てとしてメッセニア人たちを迎え入れ、ナウパクトスに入植させてやった。後のペロポネソス戦争においてナウパクトスのメッセニア人は対スパルタ戦で大きな活躍をすることになる。

## 註
1. ↑  ディオドロス, XI. 63
2. ↑  トゥキュディデス, I. 101
3. ↑  トゥキュディデス, I. 102
4. ↑  ヘロドトス, XIX. 64
5. ↑  トゥキュディデス, I. 103